# Hear 'n Aid
Hear 'n Aid fue un esfuerzo conjunto de la escena del heavy metal de los años 1980 con el fin de recaudar dinero para mitigar el hambre en África. Fue ideado por los músicos Jimmy Bain (Rainbow y Dio), y Vivian Campbell (Dio, Whitesnake y Def Leppard), al darse cuenta de que la participación de las estrellas del metal en este ámbito era escasa. Extendieron la idea a Ronnie James Dio, y juntos compusieron la canción insignia de este proyecto: "Stars".
El proyecto incluía miembros de bandas como  Dio, Yngwie Malmsteen, Quiet Riot, Giuffria, Iron Maiden, Mötley Crüe, Twisted Sister, Queensrÿche, Blue Öyster Cult, Dokken, Night Ranger, Judas Priest, W.A.S.P., Journey, Rough Cutt, Y&T, Vanilla Fudge y la participación de la banda parodia Spinal Tap del falso documental o mockumentary "This is Spinal Tap" (1984). 
El mencionado sencillo Stars es la primera canción del disco, el cual contiene también versiones en vivo de bandas como Kiss, Accept, Scorpions, Motörhead y Rush, al igual que una canción inédita de Jimi Hendrix llamada "Can You See Me".

## Lista de canciones
| N.º   | Título                                   | Escritor(es)                                      | Duración |  |
| 1.    | «Stars» (Hear n' Aid)                    | Jimmy Bain, Ronnie James Dio, Vivian Campbell     | 7:15     |  |
| 2.    | «Up to the Limit (En Vivo)» (Accept)     | Accept, Deaffy                                    | 5:01     |  |
| 3.    | «On the Road (En Vivo)» (Motörhead)      | Lemmy Kilmister, Würzel, Pete Gill, Phil Campbell | 4:55     |  |
| 4.    | «Distant Early Warning (En Vivo)» (Rush) | Neil Peart, Alex Lifeson, Geddy Lee               | 5:06     |  |
| 5.    | «Heaven's on Fire (En Vivo)» (Kiss)      | Desmond Child, Paul Stanley                       | 4:25     |  |
| 6.    | «Can You See Me» (Jimi Hendrix)          | Jimi Hendrix                                      | 2:33     |  |
| 7.    | «Hungry for Heaven (En Vivo)» (Dio)      | Jimmy Bain, Ronnie James Dio                      | 5:45     |  |
| 8.    | «Go for the Throat (En Vivo)» (Y&T)      | Y&T                                               | 4:30     |  |
| 9.    | «The Zoo (En Vivo)» (Scorpions)          | Klaus Meine, Rudy Schenker                        | 6:17     |  |
| 45:47 |                                          |                                                   |          |  |

## Músicos participantes
| Vocalistas - Eric Bloom (Blue Öyster Cult) - Ronnie James Dio (Dio) - Don Dokken (Dokken) - Kevin DuBrow (Quiet Riot) - Rob Halford (Judas Priest) - Dave Meniketti (Y&T) - Paul Shortino (Rough Cutt) - Geoff Tate (Queensrÿche) | Coristas - Tommy Aldridge (Ozzy Osbourne) - Dave Alford (Rough Cutt) - Carmine Appice (Vanilla Fudge/King Kobra) - Vinny Appice (Dio) - Jimmy Bain (Dio) - Frankie Banali (Quiet Riot) - Mick Brown (Dokken) - Vivian Campbell (Dio) - Carlos Cavazo (Quiet Riot) - Amir Derakh (Rough Cutt) - "Buck Dharma" Roeser (Blue Öyster Cult) - Brad Gillis (Night Ranger) - Craig Goldy (Giuffria) - Chris Hager (Rough Cutt) - Chris Holmes (W.A.S.P.) - Blackie Lawless (W.A.S.P.) - George Lynch (Dokken) - Yngwie Malmsteen - Mick Mars (Mötley Crüe) - Dave Murray (Iron Maiden) - Vince Neil (Mötley Crüe) - Ted Nugent - Eddie Ojeda (Twisted Sister) - Jeff Pilson (Dokken) - David St. Hubbins (Spinal Tap) (interpretado por el actor Michael McKean) - Rudy Sarzo (ex Quiet Riot) - Claude Schnell (Dio) - Neal Schon (Journey) - Derek Smalls (Spinal Tap) (interpretado por el actor Harry Shearer) - Mark Stein (Vanilla Fudge) - Matt Thorr (Rough Cutt) | Guitarristas - Craig Goldy (Giuffria) - Vivian Campbell (Dio) - Carlos Cavazo (Quiet Riot) - Buck Dharma (Blue Öyster Cult) - Brad Gillis (Night Ranger) - George Lynch (Dokken) - Yngwie Malmsteen - Eddie Ojeda (Twisted Sister) - Neal Schon (Journey) - Dave Murray (Iron Maiden) - Adrian Smith (Iron Maiden) Bajistas - Jimmy Bain (Dio) Bateristas - Vinny Appice (Dio) - Frankie Banali (Quiet Riot) Teclistas - Claude Schnell (Dio) |